# 紐塞拉金字塔
紐塞拉金字塔（Pyramid of Nyuserre）是位於埃及阿布西爾（Abusir）的一座金字塔，為埃及第五王朝法老紐塞拉的陵墓，也是阿布西爾五十多座金字塔中比較重要的一座。